# 絶対可憐チルドレン オリジナル・サウンドトラック
『絶対可憐チルドレン オリジナル・サウンドトラック』は、テレビアニメ『絶対可憐チルドレン』のサウンドトラック。2008年6月25日から2009年2月25日にジェネオンエンタテインメントから発売された。

## Vol.1

### 概要
テレビアニメ『絶対可憐チルドレン』のサウンドトラック。CDジャケットには、皆本光一、明石薫、野上葵、三宮紫穂が描かれている。音楽は、中川幸太郎が担当している。

### 収録曲
1. かいきん!!
2. いっけぇー!
3. まっかせなさーい
4. ふーんなるほどね
5. しゅつどう!
6. うまくやっていけるかも
7. スポンサーさん1
8. どないしてん?
9. きんちょうする〜
10. ほな いくで!
11. オヤジだ。。。
12. あいつ…
13. やばいー
14. くっそー!
15. いつでもいっしょ
16. だれ!?
17. ガキっていうな!
18. なんでわたしだけ…
19. Aパートここまでよ
20. まっけないよ!
21. ザ・チルドレン〜たんじょう
22. ザ・チルドレン〜めばえ
23. ザ・チルドレン〜めぐりあい
24. ザ・チルドレン〜せいちょう
25. ザ・チルドレン〜みらい
26. なにかが
27. チームだからね
28. わかっちゃった
29. どーすんのよ
30. Bパートはじまるよ
31. わるくないもんねー!
32. しぶい…けど
33. おねが〜い
34. なんかおこりそう
35. やられちゃうかも
36. きにしてるの?
37. うわマジ!?
38. ちょっとみてあげようか
39. ひとりじゃないよ
40. スポンサーさん2

## Vol.2

### 概要
- テレビアニメ『絶対可憐チルドレン』のサウンドトラック。
- CDジャケットには、明石薫、野上葵、三宮紫穂、兵部京介が描かれている。
- 音楽は、中川幸太郎が担当している。

### 収録曲
1. トリプルブースト!!
2. マジかあぁーッ!
3. ほな いくで!
4. なめんじゃねーっ!!
5. いいこになります
6. ようちゅういだわ
7. なっとくいかない
8. ごめんなさーい!
9. あたしがなんとかするから!
10. Aパートここまでよ 2
11. あたしらのモンだーッ!
12. さすがにキッツイわ…
13. しんじられるから
14. くるわよ!
15. やーん、あたしも!
16. かなしいじじつ…
17. きもちわかるもん
18. なにがおこるっていうんだ?
19. しかたないわよ
20. そうはいかへんで!
21. なんか くじけそう…
22. Bパートはじまるよ 2
23. ズルいー
24. くそっ あいつらー!
25. うーん でも…
26. うんめい!?
27. あんしんして
28. よみとれないわ!
29. いーじゃん いーじゃん
30. どういうことやのん!?
31. ぜったい あやしいわね
32. よませてもらうわよ
33. おねがいだから…
34. きょうりょくするで!
35. そんなのやだ…
36. ケリつけたるッ!!
37. あたしとやるきか!?
38. よわさ…か
39. しんぱいしないで
40. きっと かえられる
41. かいきん!!（ヴォーカルVer.）